# Glasfaser

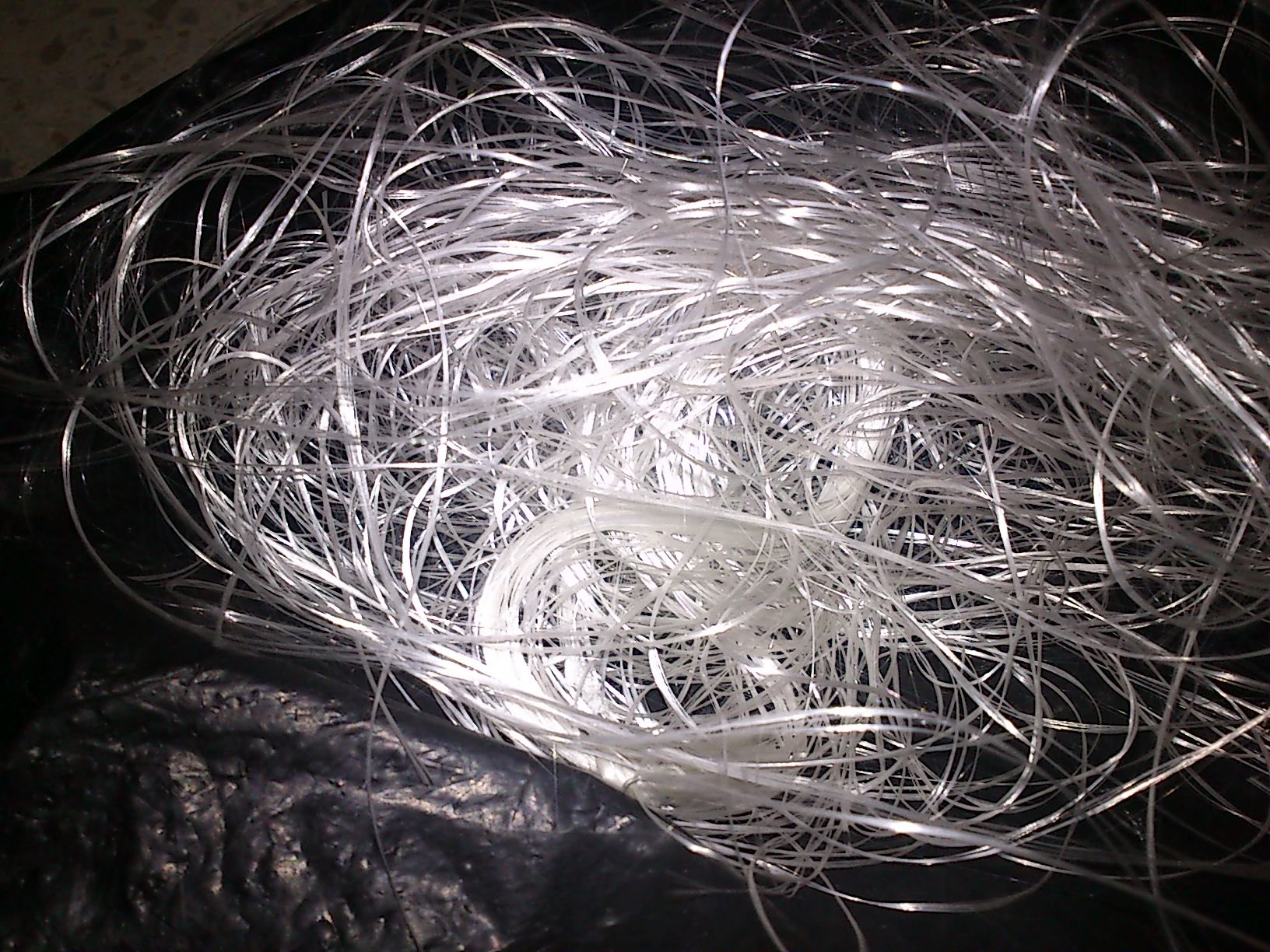
Glasfasern

Eine Glasfaser (GF) ist eine anorganische Chemiefaser aus Spezialglas. Bei der Herstellung werden aus einer Glasschmelze Endlosfasern gezogen und zu einer Vielzahl von Endprodukten weiterverarbeitet.
Glasfasern werden als Lichtwellenleiter (zur Datenübertragung und zum flexiblen Lichttransport), als textiles Gewebe, Vlies (zur Wärme- und Schalldämmung) sowie für glasfaserverstärkte Kunststoffe als Faserbündel (Roving) oder kurze Faserstücke verwendet. Die faserverstärkten Kunststoffe zählen heute zu den wichtigsten Konstruktionswerkstoffen. Sie sind alterungs- und witterungsbeständig, chemisch resistent und unbrennbar. Den hohen Elastizitätsmodul der Fasern nutzt man, um die mechanischen Eigenschaften von Kunststoffen zu verbessern.

## Geschichte
Bereits vor fast 4000 Jahren verwendeten die Phönizier, Griechen und Ägypter aus der Schmelze gezogene Glasfäden, um Gefäße zu verzieren. 1713 wies Ferchault de Réaumur auf die Möglichkeit hin, feine Glasgarne zu verweben. Glasbläser aus dem Thüringer Wald stellten ebenfalls bereits im 18. Jahrhundert sogenanntes Feen- oder Engelshaar her. Erst nur als Dekorationsmittel genutzt, wurden die Möglichkeiten der Fasern (z. B. Wärmeisolation der Glaswolle) in Thüringen (Lauscha, Steinach) nach und nach entdeckt. In der von H. und J. Schuller 1896 gegründeten Glasfabrik Haselbach (heute Vitrulan Technical Textiles GmbH) wurden in den 1930er Jahren spinnbare Glasfäden mit genau definiertem Durchmesser erstmals als Rollenware hergestellt. Das dazu entwickelte und eingesetzte Stabtrommelabziehverfahren wurde in den 1930er Jahren zum Patent angemeldet.

## Herstellung
Je nach Einsatzzweck werden Glasfasern aus einer Preform gezogen oder aus einer Glaswanne durch beheizte Düsen gezogen.
Eine Preform (Vorform) ist ein vergrößertes „Abbild“ des späteren Querschnitts optischer Fasern. Sie enthalten die Ausgangsstoffe in ihrer Anordnung und Struktur (siehe auch Photonischer Kristall).
Das Düsenverfahren verwendet beheizte Düsen (mittels direktem Stromdurchfluss geheizte Metallblöcke bzw. bushings aus Platin/-legierungen mit tausenden Löchern), durch die das Glas mit definierter Temperatur (z. B. 1200 °C) austritt und sofort dünn und lang ausgezogen sowie gekühlt wird. Die Abziehgeschwindigkeit ist wesentlich höher (z. B. 50 m/s) als die Austrittsgeschwindigkeit aus den Düsen.
Beiden Verfahren gemeinsam ist die Abhängigkeit des Enddurchmessers von der Ausgangstemperatur und der Ziehgeschwindigkeit.
Die Ausgangsstoffe sind hauptsächlich Siliciumdioxid, Al2O3, MgO, B2O3, CaO, wobei diese und ihre Reinheit die optischen, mechanischen und chemischen Eigenschaften bestimmen.
Sowohl textile als auch optische Fasern müssen sofort nach dem Ziehen geschützt werden, ansonsten würden sie zerbrechen oder sich aneinander zerreiben. Diese sogenannte Schlichte (sizing) ist meist ein Betriebsgeheimnis der Hersteller und besteht aus einer Beschichtung und/oder einem Haftvermittler. Es richtet sich zum Beispiel auch an dem eingesetzten Kunstharz aus, mit dem die rovings zu glasfaserverstärkten Kunststoffen (GFK) verarbeitet werden. Alkoxysilane als Haftvermittler haben zum Beispiel hydrophile (bindet am Glas) und hydrophobe (Bindung zum Harz) Atomgruppen.

## Nutzung als Lichtleiter
In Faserrichtung kann sich Licht in Glasfasern nahezu ungehindert ausbreiten. Durch einen radial nach außen abnehmenden Brechungsindex, stetig oder stufig, wird das Licht in der Faser geführt. Diese Eigenschaft als Lichtleiter wird in vielen technischen Anwendungen genutzt.

### Datenübertragung
Glasfasern werden unter anderem als Lichtwellenleiter in Glasfasernetzen zur optischen Datenübertragung verwendet. Dies hat gegenüber elektrischer Übertragung den Vorteil einer erheblich höheren maximalen Bandbreite. Es können mehr Informationen pro Zeitspanne übertragen werden, außerdem ist das übertragene Signal unempfindlich gegenüber elektrischen und magnetischen Störfeldern und in höherem Maße abhörsicher.

### Beleuchtung, Dekoration, Kunst und Architektur

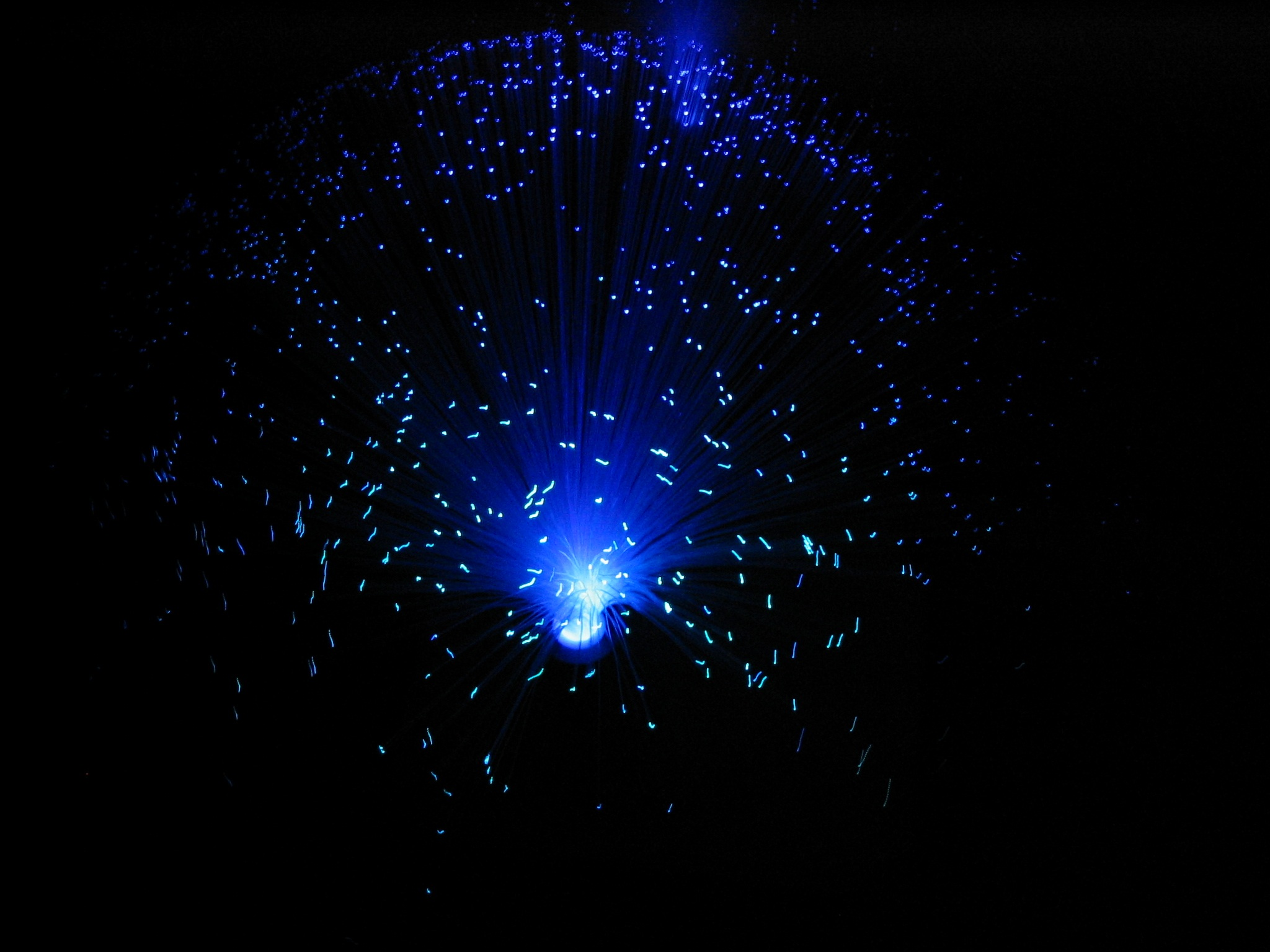
LED-beleuchtetes Glasfaserbündel als Deko-Objekt.
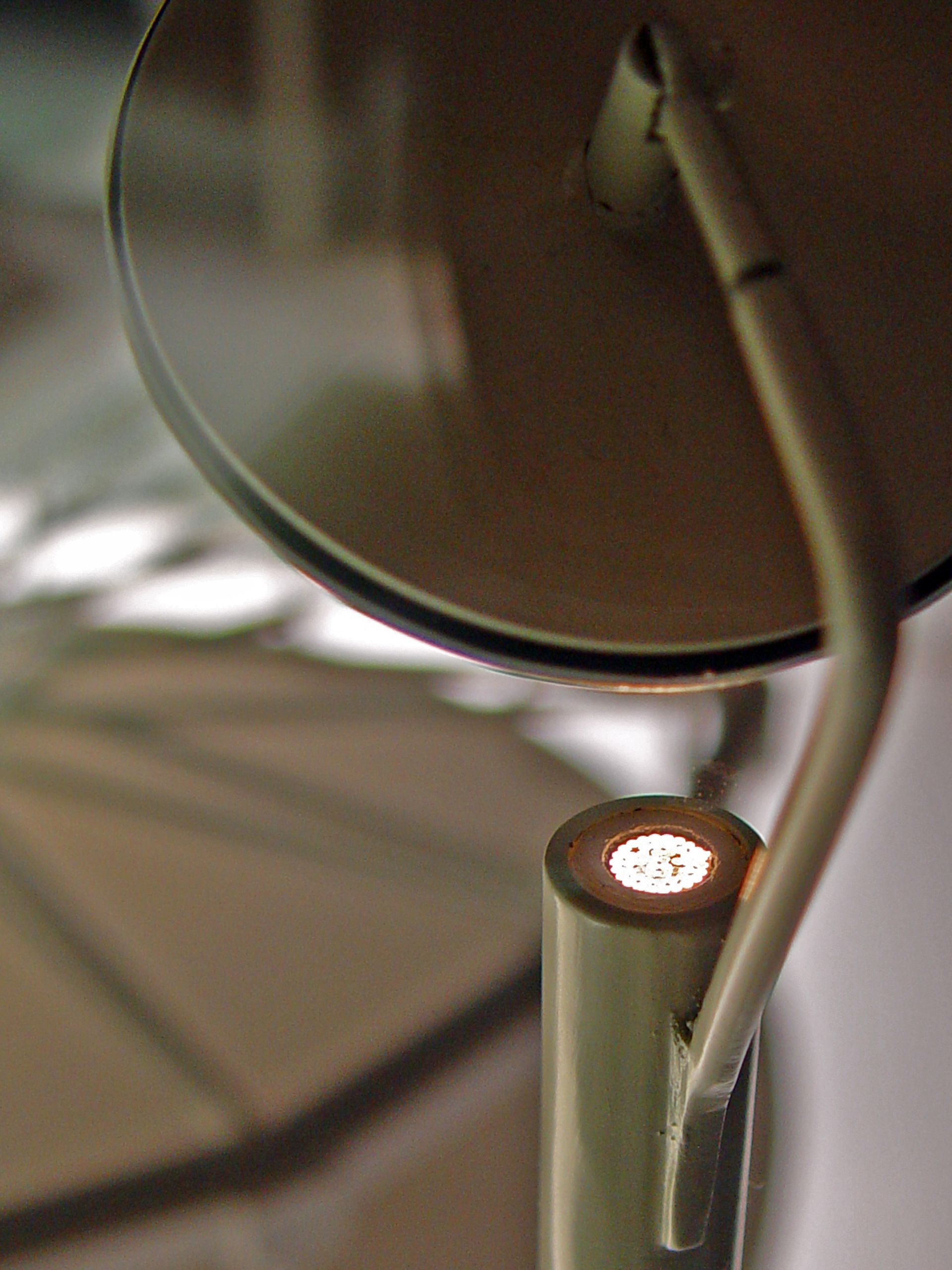
Indirekte Beleuchtung mittels Glasfasern.
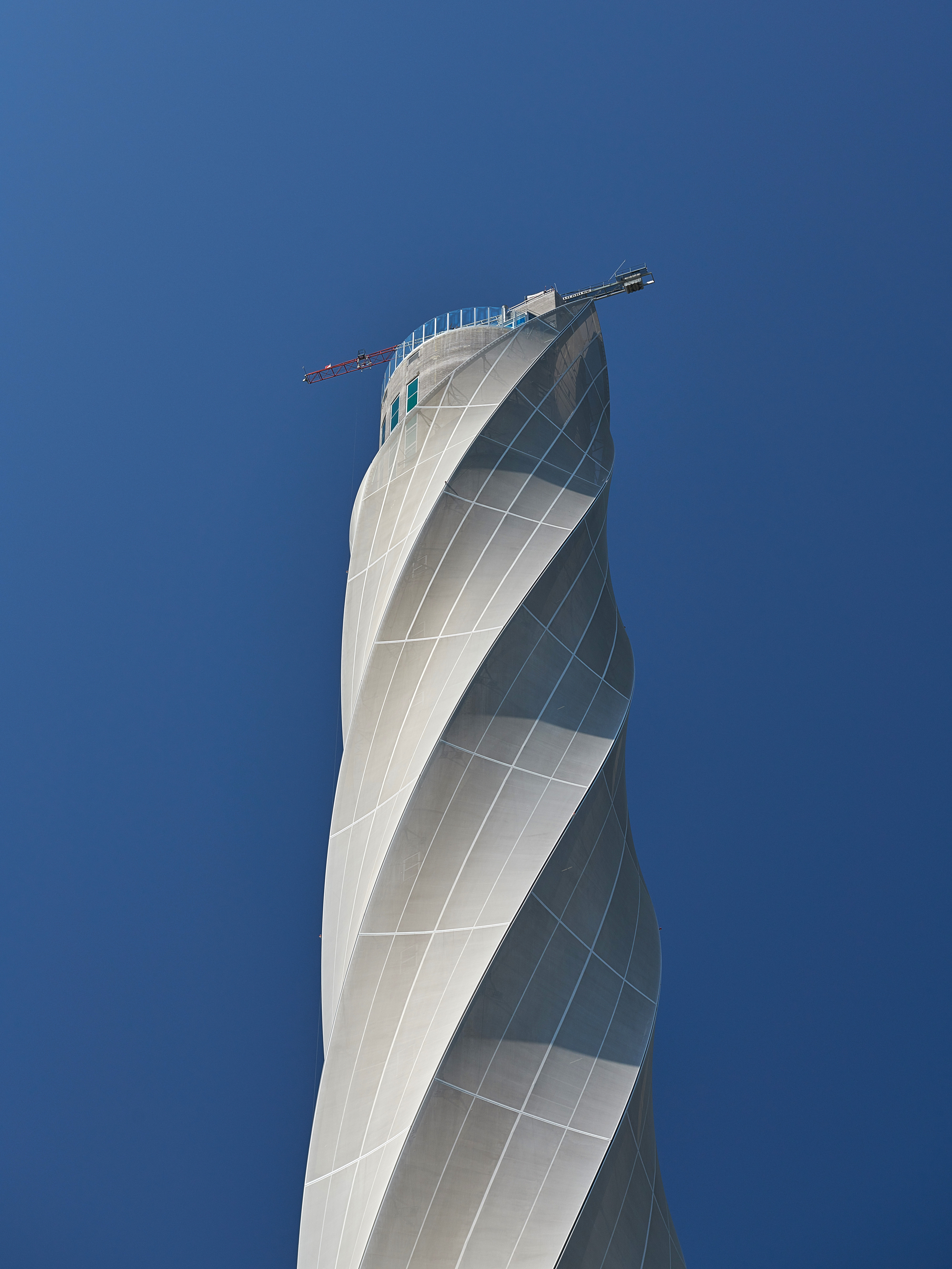
Der Thyssen-Krupp-Testturm ist mit Glasfasergewebe umhüllt

In einer Vielzahl von Lampen und Beleuchtungsinstallationen werden Glasfasern heutzutage verwendet, wobei die Fasern nicht nur zum Lichttransport, sondern selbst auch als abstrahlende Elemente benutzt werden.
Eine ungewöhnliche Anwendung ist die Herstellung lichtdurchlässigen Betons: durch das Einarbeiten von drei bis fünf Prozent Glasfaseranteil entstehen transluzente Betonelemente, durch die man Licht, Schattenwürfe und Farben noch bis zu einer Wandstärke von 20 cm sehen kann (siehe auch: Litracon).
Aber auch Gebäude werden mit Glasfaser umhüllt, um sie zu verschönern. Im Bereich der Wandbeläge sind auch Glasfasertapeten verfügbar.

### Beleuchtung und Abbildung in Medizin und Messtechnik
Glasfasern und Glasfaserbündel werden zu Beleuchtungs- und Abbildungszwecken z. B. an Mikroskopen, Inspektionskameras oder Endoskopen oder auch bei Kaltlichtquellen benutzt (siehe auch: Faseroptik). 

### Sensoren
Glasfasern finden verstärkt Anwendung in der Messtechnik. So dienen faseroptische Sensoren, bei denen die Messgröße nicht wie typischerweise durch eine elektrische Größe repräsentiert bzw. übertragen wird, sondern durch eine optische, zur Messwerterfassung in schwer zugänglichen Bereichen wie Staudämmen oder unter extremen Bedingungen wie in Stahlwerken oder Magnetresonanztomographen. Man unterscheidet zwei Klassen von faseroptischen Sensoren:
extrinsisch
Hier dient die Glasfaser nur als Überträger der vom Sensor erfassten Messgröße, die jener als optisches Signal zur Verfügung stellen muss. Beispiele sind Glasfaser-Pyrometer, faseroptische Temperatursonden oder optische Mikrofone.
intrinsisch
Hier dient die Glasfaser direkt als Messaufnehmer und ist somit zugleich Sensor als auch Leitung. Beispiele sind faseroptische Drucksensoren, die faseroptische Temperaturmessung oder der Faserkreisel zur Messung der Winkelgeschwindigkeit.

### Laser

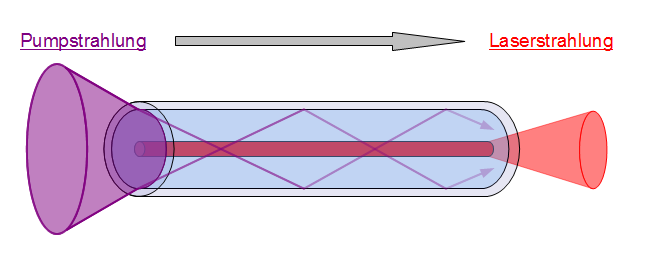
Faserlaser in Doppelmantelfaser-Aufbau

Zum flexiblen Transport von Laserstrahlung werden Glasfasern eingesetzt, um die Strahlung zum einen bei der Materialbearbeitung und in der Medizin zur Bearbeitungsstelle (schneiden, schweißen usw.) und zum anderen in der Messtechnik, Mikroskopie und Spektroskopie zur Probe zu leiten.
In der Lasershowtechnik wird Laserlicht von einer zentralen Quelle über Lichtleitkabel zu verschiedenen im Raum verteilten Projektoren geleitet. Die Leistungen betragen hier einige hundert Milliwatt bis zu zweistelligen Wattbeträgen.
Laserstrahlen können nicht nur in Glasfasern geleitet, sondern auch in ihnen erzeugt und verstärkt werden. So finden z. B. Faserlaser und Erbium-dotierte Faserverstärker Einsatz im Telekommunikationsbereich. Auf Grund der guten Effizienz des Konversionsprozesses und der guten Kühlung durch die große Oberfläche der Faser sowie der sehr hohen Strahlqualität werden Faserlaser mit hoher Leistung in der Materialbearbeitung und Medizin verwendet.

## Nutzung der mechanischen Eigenschaften
| Typische Eigenschaften von Glasfasern | Typische Eigenschaften von Glasfasern |
| ------------------------------------- | ------------------------------------- |
| Dichte                                | 2,45…2,58 g/cm³                       |
| Filamentdurchmesser                   | 5…24 µm                               |
| Zugfestigkeit                         | 1,8…5 GPa (kN/mm²)                    |
| Zug-E-Modul                           | 70…90 GPa                             |
| Bruchdehnung                          | < 5 %                                 |

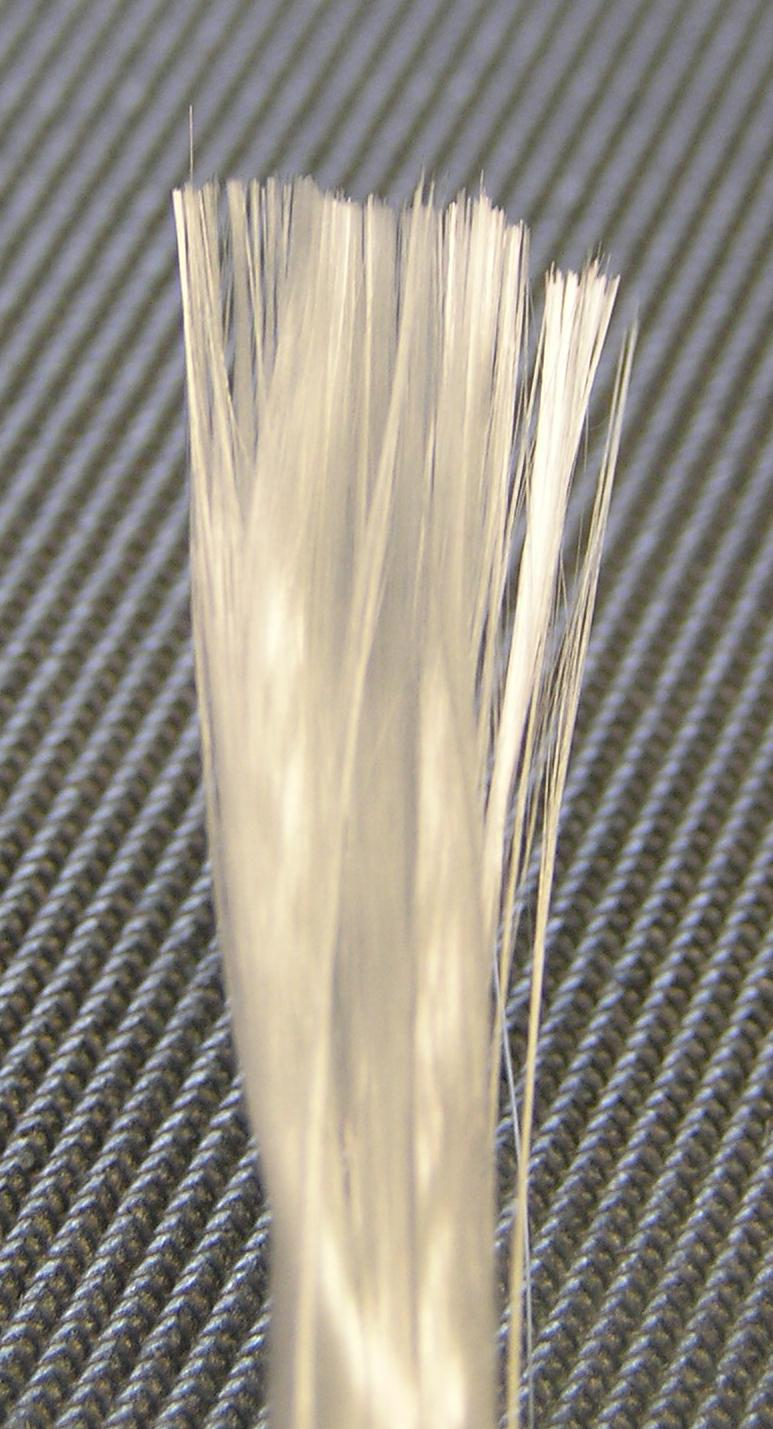
Ein Bündel Glasfasern für die Kunststoffverstärkung (Glasfaserroving)

Für mechanische Anwendungen liegen die Glasfasern meistens als Roving, Vliesstoff oder als Gewebe vor. Für Profile verwendet man hingegen unidirektionale (nur in eine Richtung verlaufende) Fasern; so werden zum Beispiel Sportpfeile für das Bogenschießen, Stäbe zur Isolation oder z. B. in manchen Regenschirmen aus glasfaserverstärktem Kunststoff hergestellt.
Da Glasfasern sehr kerbempfindlich sind, werden sie bei der Herstellung bzw. vor dem Verweben mit einer sogenannten Schlichte versehen. Diese Schlichte (z. B. eine Silanschlichte) dient beim Weben als Schmierstoff und wird nach dem Weben chemisch entfernt. Danach wird das sog. Finish auf die Glasfasern aufgetragen, das für die Verwendung in Faserverbundwerkstoffen als Haftvermittler zwischen den Glasfasern und dem Kunstharz wirkt. Finish wird auch als haftmittelhaltige Schlichte bezeichnet. Sie kann bis zu zwei Masseprozent ausmachen, liegt jedoch meist bei 0,3 bis 0,8 Prozent.
Glasfaserverstärkte Kunststoffe zeigen nur eine sehr geringe Kriechneigung und nehmen nur sehr wenig Feuchte auf.

### Festigkeit
Als sprödes Material ist Glas empfindlich gegenüber Spannungsspitzen, wie sie an Fehlstellen wie Kerben auftreten (vergl. Wirkungsweise eines Glasschneiders). Risse setzen sich durch den gesamten Körper fort. Durch die Faserform ist die Fehlstellengröße im Gegensatz zum kompakten Werkstoff auf den Faserquerschnitt begrenzt, die molekulare Festigkeit des Glases wird nutzbar. Die Bruchdehnung einer einzelnen Faser kann bis zu 5 Prozent betragen. Sie sind jedoch anfällig gegenüber Knicken und scharfen Kanten.
Die Zug- und Druckfestigkeit der Glasfaser sorgt für eine besondere Aussteifung des Kunststoffes bei gleichzeitiger Erhaltung einer gewissen Duktilität dank der (verglichen mit Stahl) hohen Bruchdehnung. Die Eigenschaften von Glasfasern werden beispielsweise bei der Herstellung von hochfesten und leichten Bauteilen wie Sportbooten, GFK-Profilen, GFK-Bewehrungen oder Angelruten genutzt. Auch Tanks und Rohre für hochkorrosive Stoffe bestehen meist aus glasfaserverstärktem Kunststoff.
Typischerweise wird für die Konstruktion die mittlere quasistatische Festigkeit einer unverstärkten E-Faser von RG = 1,8 GPa verwendet.

### Steifigkeit
Der Elastizitätsmodul von Glasfasern unterscheidet sich nur wenig von dem eines kompakten Werkstoffvolumens aus Glas. Anders als Aramidfasern oder Kohlenstofffasern hat die Glasfaser eine amorphe Struktur. Wie beim kompakten Fensterglas ist die molekulare Orientierung regellos. Die Glasfaser hat isotrope mechanische Eigenschaften. Glasfasern verhalten sich bis zum Bruch ideal linear elastisch. Ihre Werkstoffdämpfung ist sehr gering.
Die Steifigkeit eines realen Bauteils aus glasfaserverstärktem Kunststoff ergibt sich aus Elastizitätsmodul, Richtung und Volumenanteil (Standard: 60 %) der Glasfasern sowie zu einem geringen Anteil aus den Eigenschaften des Matrixmaterials, da meist ein deutlich weicherer Kunststoff verwendet wird. Der Elastizitätsmodul der reinen Glasfaser liegt mit 70 bis 90 GPa etwa in der Größenordnung von Aluminium.

### Arten von Verstärkungsfasern
Das Glas, aus dem die Verstärkungsfasern hergestellt sind, beeinflusst die Eigenschaften des Kompositwerkstoffs. Daher sind unterschiedliche Qualitäten der Verstärkungsfasern im Handel:
| Bezeichnung (Kürzel für…)              | Bestandteile                                                                  | Anwendung | Besonderheiten                                                  |
| -------------------------------------- | ----------------------------------------------------------------------------- | --- | --------------------------------------------------------------- |
| E-Glas (electric)                      | Aluminiumborosilikat-Glas mit weniger als 2 % Alkalioxiden                    | gilt als Standardfaser für allgemeine Kunststoffverstärkung und für elektrische Anwendungen, ca. 90 % des Marktes | wird in basischer und saurer Umgebung angegriffen               |
| S-Glas (strength)                      | Aluminiumsilikat-Glas mit Zusätzen von Magnesiumoxid, alkalifrei              | für hohe mechanische Anforderungen auch bei hohen Temperaturen                                                    | gesteigerte Feuchtebeständigkeit                                |
| R-Glas (resistance)                    | Aluminiumsilikat-Glas mit Zusätzen von Calcium- und Magnesiumoxid, alkalifrei | für hohe mechanische Anforderungen auch bei hohen Temperaturen                                                    | gesteigerte Feuchtebeständigkeit                                |
| M-Glas (modulus)                       | berryliumhaltiges Glas, alkalifrei                                            | bei höchsten mechanischen Anforderungen                                                                           | erhöhte Steifigkeit (E-Modul), gesteigerte Feuchtebeständigkeit |
| C-Glas (chemical)                      |                                                                               | | erhöhte Chemikalienbeständigkeit                                |
| ECR-Glas (E-Glass corrosion resistant) |                                                                               | | besonders hohe Korrosionsbeständigkeit                          |
| D-Glas (dielectric)                    |                                                                               | z. B. die Radome einer Radarstation                                                                               | niedriger dielektrischer Verlustfaktor                          |
| AR-Glas (alkaline resistant)           | mit Zirconium(IV)-oxid angereichert                                           | in Beton | gegenüber einer basischen Umgebung weitgehend resistent.        |
| Q-Glas (quartz)                        | Quarzglas (SiO2)                                                              | bei hohen Temperaturen von bis zu 1450 °C                                                                         |                                                                 |
| Hohlglasfasern                         | Fasern (meist E-Glas) mit einem Hohlquerschnitt                               | |                                                                 |

### Anwendung von Verstärkungsfasern
Glasfasern werden Beton beigemischt, bei dem sie als Bewehrung dienen. Glasfaserverstärkter Beton wird bei Wellplatten, Fassadenplatten oder bei verlorenen Schalungen eingesetzt. Ebenso wird Glasfaser im Estrich verwendet. Außerdem wird Feinbeton mit Glasfasertextilien bewehrt, das heißt dann textilbewehrter Beton.
Eine große Bedeutung haben Glasfasern in glasfaserverstärktem Kunststoff (GFK) (Luft- und Raumfahrt, Leiterplatten, Boote, Bobschlitten usw.). In der Luft- und Raumfahrt werden aus Langglasfasern überwiegend tragende Strukturen gebaut (z. B. Segelflugzeug Schleicher ASK 21). In der Automobilindustrie werden zurzeit Langglasfasern noch hauptsächlich zur Versteifung von thermoplastischen Bauteilen (z. B. Verkleidungen) genutzt. Es geht aber hier ein Trend zu tragenden Bauteilen.
In der Verfahrenstechnik werden Glasfasern hauptsächlich in gewickelten Rohren genutzt. Hier zeichnet sich die Glasfaser durch ihre sehr gute Medienbeständigkeit und elektrische Isolierwirkung aus.
In der Elektrotechnik werden Glasfasern als Verstärkungsfasern in Leiterplatten oder in elektromagnetisch transparenten Verkleidungen (Radome) genutzt. Die Hochspannungstechnik nutzt die hohen Festigkeiten und die Isoliereigenschaft der Fasern in Isolatoren.
Beim manuellen Technischen Zeichnen auf Zeichenfolie und zur Reinigung werden Glasfaserradierer verwendet.

## Arbeitsschutz in Textilglaswebereien
In Textilglaswebereien werden textile Glasfasern verarbeitet. Dabei unterscheidet man zwischen Glasfilamenten und Glasstapelfasern. Die in Textilglaswebereien eingesetzten Glasfilamente fallen nicht unter die Geometriekriterien der in der Technischen Regel für Gefahrstoffe (TRGS) 905 eingestuften WHO-Fasern. Textilglasfilamente können jedoch bei der Verarbeitung zu Partikeln zerbrechen oder zersplittern, die einer WHO-Faser entsprechen. Die BG/BGIA-Empfehlungen geben praxisgerechte Hinweise, wie durch Schutzmaßnahmen in Textilglaswebereien der Stand der Technik zu erreichen ist. Beim Verarbeiten von Glasfilamenten gibt es keinen Arbeitsplatzgrenzwert für Fasern.